# Montello (Nevada)
Pour les articles homonymes, voir Montello.
Montello est une census-designated place (CDP) située dans le comté d'Elko, dans l’État du Nevada, aux États-Unis. D'après le recensement de 2020, sa population est de 66 habitants.